# Куракоуборочная машина
Куракоуборочная машина (в англоязычной литературе - stripper) — самоходная или прицепная сельскохозяйственная машина для сбора курака  (нераскрывшихся коробочек хлопчатника, оставшихся на растениях после дефолиации или заморозков) и извлечения из него волокна. Куракоуборочная машина завершает процесс сбора хлопка-сырца.
Куракоуборочная машина состоит из собирающего аппарата и обогатителя. Собирающий аппарат отделяет от стеблей растений хлопчатника нераскрывшиеся коробочки и транспортирует их в обогатитель. В обогатителе производится разрушение оболочки коробочек и извлечение из них волокна.  Собирающий аппарат представляет собой два наклонных шнека, а обогатитель - систему барабанов с твердыми пальцами. Извлеченное из коробочек волокно собирается в бункер.
В СССР выпускались прицепные куракоуборочные машины двухрядковые и четырехрядковые, которые агрегатировались с хлопководческими тракторами.